# Highmark Stadium (Pensilvânia)
O Highmark Stadium é um estádio localizado em Pittsburgh, Pensilvânia, Estados Unidos, possui capacidade total para 5.000 pessoas, é a casa do time de futebol Pittsburgh Riverhounds SC da USL Championship, o estádio foi inaugurado em 2013.